# Институт (ТВ серија)
Институт (рус. Институт благородных девиц) руска је серија, снимана током 2010. и 2011. године. Због великог успеха снимљена је и друга сезона серије под називом "Тајне интерната за племићке кћери" (рус. Тайны института благородных девиц), али је главног глумца Александра Арсентјева заменио глумац Сергеј Астахов. Такође је снимљена мини серија од пет епизода "Временска петља" која није директан наставак серије али се у њој појављују неки ликови из првог и другог дела серијала.
У Србији је емитована током 2013. и 2014. на телевизији Прва. Приказивање серије је прекинуто након 158. епизоде. Прва сезона серије је у потпуности  емитована  на веб страници телевизије Прва током 2016. и 2017 . док друга сезона није приказана ни у једном емитовању.  
Серија се касније емитовала 2022. и 2023. године на РТС 2, а друга сезона одмах по завршетку прве на истом програму.  
Серија је под називом „Институт за даме” током 2014. и 2015. приказивана на радио-телевизији Републике Српске, где је по њеном завршетку приказан и спиноф серије, „Тајне института за даме”.

## Радња
Серија прати живот седамнаестогодишњих ученица. Радња се одвија у Москви, у другој половини 19. века, за време Руско-турског рата. Неке од њих маштају о високим резултатима на завршном испиту, док се неке надају срећном љубавном животу. Испратите причу о рођењу Софије Горчакове и размислите зашто је њена љубавна прича са грофом Воронцовим пуна препрека и забрањена. 

## Улоге

### Главне улоге
| Глумац:              | Улога:                      |
| -------------------- | --------------------------- |
| Александр Арстентјев | гроф Владимир Воронцов      |
| Алиса Сагепина       | Софија Горчакова            |
| Ксенија Хаирова      | Лидија Соколова             |
| Иван Колесников      | кнез Андреј Ховански        |
| Аљона Созинова       | Мириам                      |
| Екатерина Астахова   | Татјана Тата Иљинскаја      |
| Јулија Гусева        | Анастасија Асја Черњевскаја |
| Полина Белењкаја     | Варвара Варја Кулакова      |
| Евгенија Водзинскаја | Екатерина Катја Шестакова   |
| Полина Нечитајло     | Оксана Нечипоренко          |
| Ирина Девлјашова     | Марија Маша Кутјасова       |

- Јулија Конкрјатскаја - Надежда Надја Бутова

### Споредне улоге
| Глумац:                       | Улога:                                     |
| ----------------------------- | ------------------------------------------ |
| Ирина Линдт                   | Нина Андрејевна                            |
| Василиј Шемјакинскиј          | Ђовани Манчини                             |
| Ирена Морозова                | Зејнаб                                     |
| Алексеј Франдети              | Аслан                                      |
| Људмила Кожевникова           | Ема Отовна                                 |
| Александар Клјуквин           | Генерал Шестаков                           |
| Вселовод Хованскиј-Померанцев | Сергеј Шестаков                            |
| Иван Рижиков                  | Платон Матвејев                            |
| Владимир Никитин              | Викентије Кондратович                      |
| Степан Старчиков              | Велики кнез Константин Николајевич Романов |
| Наталија Рогоза               | Јулија Жули Тишинскаја                     |
| Алексеј Фадев                 | Евгеније Бутов                             |
| Анатолиј Завјалов             | Лев Полозецки                              |
| Семен Спесивцев               | Александар Соколов                         |
| Људмила Свитова               | Глаша                                      |
| Љубовја Германова             | књегиња Марија Алтуфјева                   |